# Nethinius catalai
Nethinius catalai là một loài bọ cánh cứng trong họ Cerambycidae.